# Медина-де-Риосеко, Луис Энрикес-и-Тельес-Хирон
Луис Энрикес-и-Тельес-Хирон (исп. Luis Enríquez y Téllez-Girón; 1510 — 24 сентября 1572, Вальядолид), 2-й герцог де Медина-де-Риосеко, 5-й граф де Мельгар — 5-й адмирал Кастилии из рода Энрикесов.

## Биография
Сын Фернандо Энрикеса де Веласко, герцога де Медина-де-Риосеко, и Марии Хирон-и-де ла Веги.
5-й граф де Руэда, сеньор де Агилар-де-Кампос, Боланьос, Кастроверде, Мансилья, Паленсуэла, Тамарис, Торрелобатон и Вильябрахима.
В 1556 году на капитуле в Антверпене принят Филиппом II в рыцари ордена Золотого руна.
Умер в Вальядолиде 24 сентября 1572 года и был погребен в часовне монастыря Сан-Франциско-де-Медина-де-Риосеко.

## Семья
Жена (контракт 26.04.1515, брак 13.10.1518): Ана де Кабрера-и-Монкада (ум. 28.05.1565), 6-я графиня де Модика, графиня де Оссона, баронесса де Алькамо и де Каталафини, дочь Хуана де Кабреры и Беатрис де Монкады
Дети:
- Луиса (ум. 1603). Муж (1553): Иньиго Лопес де Мендоса, 5-й герцог дель Инфантадо
- Луис (1530—27.05.1596), герцог де Медина-де-Риосеко. Жена (ок. 1550): Ана Мендоса-и-Мендоса (ум. 26.06.1595), дочь Диего Уртадо де Мендосы, графа де Салданья, и Марии де Мендоса-и-Фонсека, маркизы де Сенете
- Франсиска. Муж: Франсиско де Рохас, 3-й маркис де Поса
- Ана (ум. 1607). Муж: Педро де Суньига, 2-й маркиз де Агилафуэнте
- Хуана. Муж: Франсиско де Урреа, граф де Аранда